# Bordonado
El Arrollado es un proceso de unión de chapas metálicas mediante doblado. Se considera que el arrollado es un tipo de "grapeado” circunferencial. El proceso de unión y las características de la unión son las mismas.
(Véase “grapeado” para más información)

## Aplicaciones
Este tipo de uniones se aplica a la hora de cierre de recipientes, para conseguir uniones herméticas y sin cantos afilados.
Por ejemplo: Latas de refrescos, latas de conservas...